# Sikkim Congress (Revolutionary)
Sikkim Congress (Revolutionary), politiskt parti i den indiska delstaten Sikkim. SC(R) existerade kring 1979-1980. I delstatsvalet 1979 vann SC(R) elva mandat (av totalt 32) och blev näst största parti i församlingen. Totalt fick man 14 889 röster (20,58% av rösterna i delstaten). Partiets styrka minskades dock, då flera ledamöter gick över till Sikkim Prajatantra Congress.
I valet till Lok Sabha 1980 vann SC(R):s kandidat 11 632 röster (22,59% av rösterna i Sikkim).